# Coffeyville
La ville de Coffeyville est située dans le comté de Montgomery, dans l’État du Kansas, aux États-Unis. Sa population s’élevait à 10 295 habitants lors du recensement de 2010, estimée à 9 539 habitants en 2016.

## Histoire
Cette ville est connue pour avoir été le théâtre d'un double braquage de banque marquant la fin de l'épopée des frères Dalton.

## Transports
Coffeyville possède un système de tramway électrique et un aéroport municipal (Coffeyville Municipal Airport, code AITA : CFV).

## Personnalité liée à la ville
- Trevor Murdoch est né à Coffeyville en 1980.